# Батлер (филм из 2013)
Батлер (енгл. The Butler; Lee Daniels' The Butler) је америчка историјска драма, снимљена у режији Лија Данијелса. Сценарио за филм је написао Дени Стронг, а у главној улози је Форест Витакер. Батлер је филм који је наводно расплакао Барака Обаму, и који је широм САД изазвао бројне контроверзе, првенствено због чињенице да је улога Ненси Реган припала Џејн Фонди. Познато је да је Фонда јавно иступила против рата у Вијетнаму, и оштро критиковала председника Регана, који је у њему узео учешћа.
У филму је приказан необичан живот батлера Сесила Гејнса (Јуџина Алена у стварном животу), који је током своје вишедеценијске каријере служио чак пет председника Сједињених Држава.

## Главне улоге
| Глумац             | Улога                |
| ------------------ | -------------------- |
| Форест Витакер     | Сесил Гејнс          |
| Опра Винфри        | Глорија Гејнс        |
| Дејвид Ојелово     | Луис Гејнс           |
| Мараја Кери        | Хати Перл            |
| Теренс Хауард      | Хауард               |
| Ванеса Редгрејв    | Анабет Вестфол       |
| Кјуба Гудинг Млађи | Картер Вилсон        |
| Робин Вилијамс     | Двајт Д. Ајзенхауер  |
| Џејмс Марсден      | Џон Кенеди           |
| Минка Кели         | Џеклин Кенеди Оназис |
| Лијев Шрајбер      | Линдон Џонсон        |
| Џон Кјузак         | Ричард Никсон        |
| Алан Рикман        | Роналд Реган         |
| Џејн Фонда         | Ненси Реган          |
| Нелсан Елис        | Мартин Лутер Кинг    |